# Белоглазов, Леонид Яковлевич
Леони́д Я́ковлевич Белогла́зов (17 июня 1929, с. Николаевка, Ленинский район, Северо-Казахстанская область, Казахская АССР, СССР — 31 мая 2006, Петропавловск, Северо-Казахстанская область, Казахстан) — бригадир совхоза «Николаевский» Ленинского района Северо-Казахстанской области Казахской ССР, Герой Социалистического Труда (1976).

## Биография
Родился 17 июня 1929 года в селе Николаевка Ленинского района Северо-Казахстанской области Казахской АССР (ныне Есильского района Северо-Казахстанской области Казахстана). По национальности русский.
Работать начал в 1944 году, протрудившись один сезон прицепщиком в колхозе «Красное знамя». В 1948 году окончил отделение трактористов Ленинской областной школы механизации сельского хозяйства. В марте 1949 года устроился трактористом в Николаевской машинно-тракторной станции (МТС), сначала на подержанном тракторе модели «СП», затем на новом мощном «С-80».
В апреле 1953 года назначен бригадиром тракторно-полеводческой бригады Николаевской МТС, после реорганизации в феврале 1957 года — зерносовхоза «Николаевский» Ленинского (с 1997 года — Есильского) района.
Применил новаторский для Северо-Казахстанской области метод обработки земли, комбитрейлерный метод перевозки хлеба, жетонную систему учёта, сеял новые сорта пшеницы, и т. д. За получение высоких урожаев награждался орденами и медалями, участвовал во Всесоюзной сельскохозяйственной выставке (ВСХВ) и Выставке достижений народного хозяйства (ВДНХ) СССР.
В 1970 году поступил в Совхоз-техникум государственной сельскохозяйственной опытной станции Северо-Казахстанской области в селе Чаглы (ныне — Шагалалы), окончив его в 1975 году с квалификацией «агроном».
В 1976 году его бригада собрала на участке в 5560 гектаров рекордный урожай яровой мягкой пшеницы сорта «Саратовская-29» — по 28,1 центнера с гектара (в сумме свыше 15,6 тысяч тонн).
Указом Президиума Верховного Совета СССР от 24 декабря 1976 года «за выдающиеся успехи, достигнутые во Всесоюзном социалистическом соревновании, проявленную трудовую доблесть в выполнении планов и социалистических обязательств по увеличению производства и продажи государству зерна и других сельскохозяйственных продуктов в 1976 году» удостоен звания Героя Социалистического Труда с вручением ордена Ленина и золотой медали «Серп и Молот».
В 1989 году вышел на заслуженный отдых, но продолжал работать в совхозе до 1995 года.
Избирался депутатом Верховного Совета Казахской ССР 7-го созыва (1967—1971), Целинного краевого Совета депутатов трудящихся (1963—1967), делегатом съездов КПСС[какого?], членом ревизионной комиссии Ленинского райкома Компартии Казахстана.
Проживал в Есильском районе, затем переехал в Петропавловск, где скончался 31 мая 2006 года. Похоронен на родине, в селе Николаевка Есильского района.
Награждён 3 орденами Ленина (11.01.1957; 19.04.1967; 24.12.1976), орденом Октябрьской Революции (08.04.1971), медалями, в том числе «За трудовую доблесть» (27.04.1963), «За доблестный труд в Великой Отечественной войне 1941—1945 гг.» (06 06.1945), «За освоение целинных земель» (20.10.1956), а также серебряной (13.07.1977) и бронзовой (12.09.1974) медалями ВДНХ СССР, медалью ВСХВ (03.02.1958).
Заслуженный работник сельского хозяйства Казахской ССР (12.03.1974).